# Acmaeoderopsis chisosensis
Acmaeoderopsis chisosensis är en skalbaggsart som först beskrevs av Knull 1952.  Acmaeoderopsis chisosensis ingår i släktet Acmaeoderopsis och familjen praktbaggar. Inga underarter finns listade i Catalogue of Life.